# 尼古拉·别尔扎林
尼古拉·叶拉斯托维奇·别尔扎林（俄语：Никола́й Эра́стович Берза́рин，1904年4月1日—1945年6月16日）是一位苏联红军将领，最终军衔为大将，曾在二战期间指挥过数支集团军。他曾获颁苏联英雄金星勋章，于1945年成为苏联柏林占领军首任司令。1926年加入联共（布）。
1945年6月16日，在上任仅55天后，别尔扎林在腓特烈斯费尔德地区的司令办公室附近驾驶摩托车与一支卡车车队相撞，結果身亡。他最后被葬在莫斯科的新圣女公墓。